# بنت لارسن (لاعب كرة يد)
بنت لارسن (13 يوليو 1954 - ) (بالدنماركية: Bent Larsen)‏ هو لاعب كرة يد دانمركي. شارك في الألعاب الأولمبية الصيفية 1976.

## وصلات خارجية
- بنت لارسن على موقع أوليمبيديا (الإنجليزية)